# Aldan (flod)

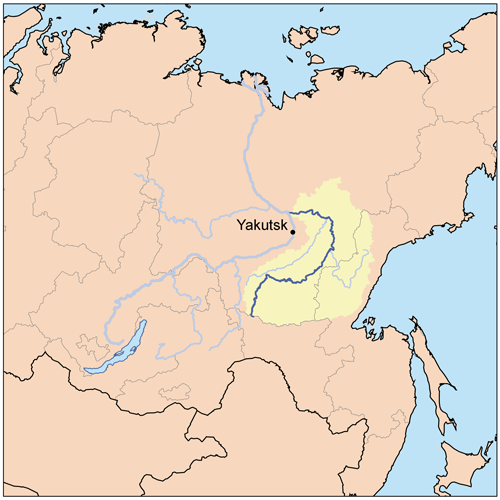
Lägeskarta

Aldan (ryska: Алдан) är en flod i Sibirien som är cirka 2 273 kilometer lång. Den har sin källa i Stanovojbergen och flyter norrut samman med floden Lena söder om staden Jakutsk. Den är den nästa längsta floden som fungerar som tillflöde till Lena. Utmed floden västra sida sträcker sig i nordöstlig riktning den omkring 90 mil långa Aldaniska bergskedjan.